# Girionys

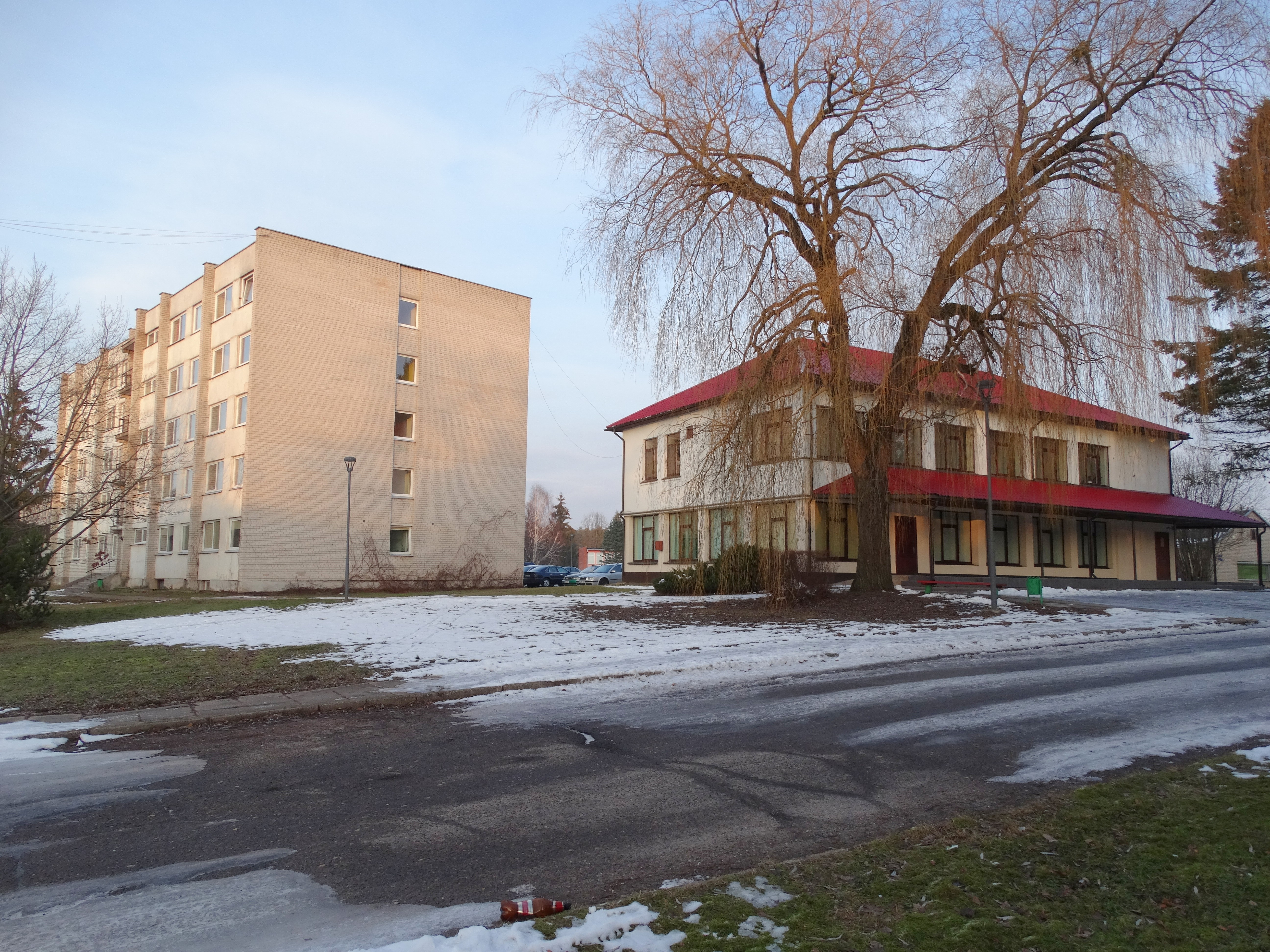
Dorf

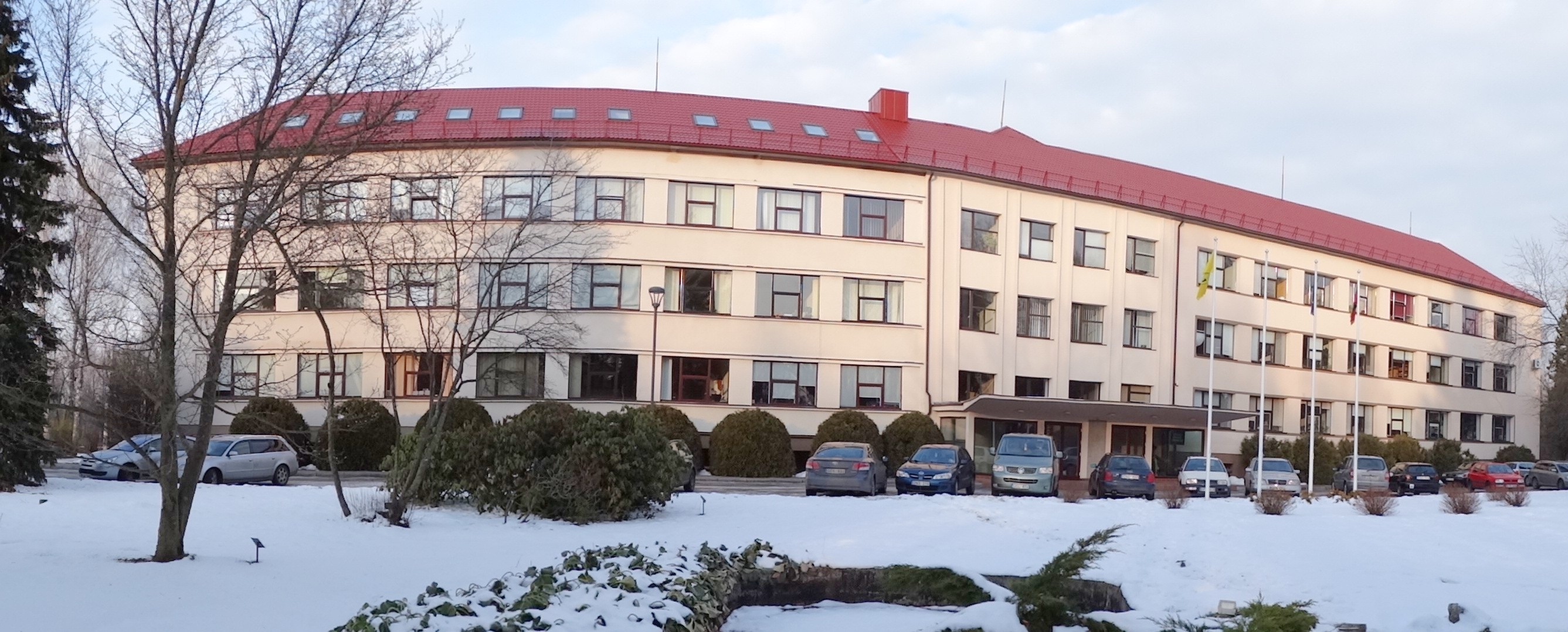
Forstinstitut Litauens

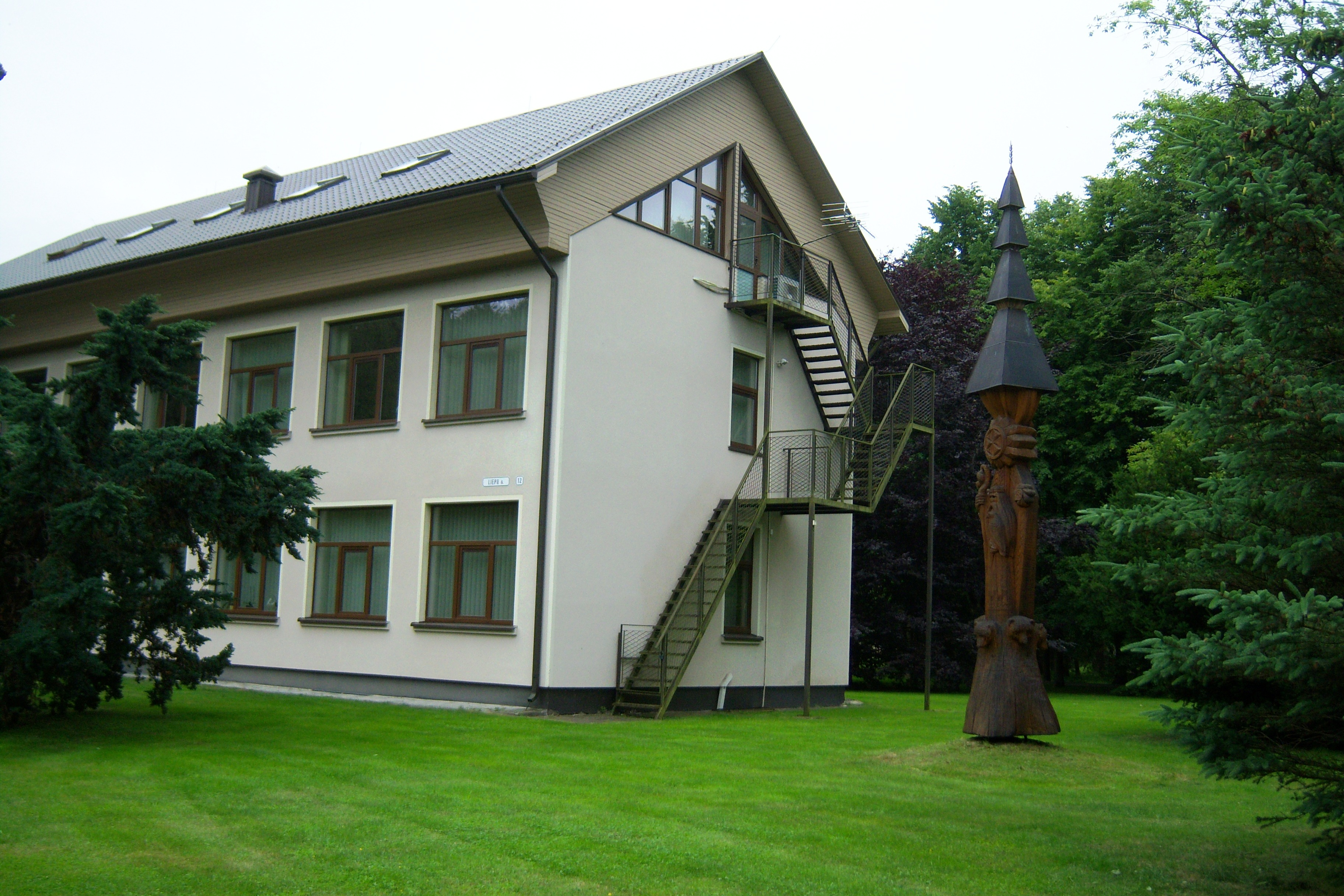
Oberförsterei Dubrava

Girionys ist ein Ort im litauischen Amtsbezirk Samylai, in der Rajongemeinde Kaunas, östlich von der zweitgrößten litauischen Stadt Kaunas, am südlichen Ufer von Kauno marios, im Regionalpark Kauno marios. Im Dorf gibt es eine staatliche Hochschule (Kauno miškų ir aplinkos inžinerijos kolegija), ein Forschungsinstitut (Lietuvos miškų institutas), eine Ambulanz, einen Kindergarten, ein Postamt (LT-53001), das Arboretum Dubrava, die Oberförsterei Dubrava. Um Girionys liegt der  dendrologische Park. Durch das Dorf fließt der Dubrius, Nebenfluss der Memel.

## Name
Das Wort giria bedeutet 'Forst'.

## Geschichte
1960 begann man den Wohnort im westlichen Teil des Dorfs Raguoliai bei Kauno marios einrichten. Die Bauarbeiten wurden von der forstwissenschaftlichen Einrichtung Dubravos miškų tyrimo stotis geleitet, die den Forst Dubrava verwaltete.
Der Name Dubrava wurde von den Lkw-Fahrern verbreitet, die die Baustoffe beförderten und nicht nach Raguoliai, sondern nach Dubrava suchten und entsprechend die Einwohner fragten. Diese begannen, den Ort Dubrava zu nennen. Die Mitarbeiter des Miškų institutas und des Forsttechnikums Kaunas wollten nicht, dass ihr Arbeits- und Wohnort  Raguoliai wäre. Die Institutsbelegschaft stellte den Antrag bei der Regierung Litauens, den Ort zu Girionys benennen. Der Ort wurde 1964 auf Initiative des Forstwissenschaftlers Antanas Kvedaras (1887–1967) als Standort für Forstwesen (Berufsbildung, Lehre, Forschung) und  Wissenschaft (Forst- un Umweltwissenschaften sowie Dendrologie) gegründet.